# Santiurde de Toranzo
Santiurde de Toranzo – gmina w Hiszpanii, w prowincji Kantabria, w Kantabrii, o powierzchni 36,82 km². W 2011 roku gmina liczyła 1604 mieszkańców.